# Cacique Tibiriçá e neto
Cacique Tibiriçá e neto é uma pintura de José Wasth Rodrigues. A sua data de criação é 1932. A obra é do gênero pintura histórica. Encontra-se sob a guarda de Museu Paulista. Retrata Tibiriçá, um líder indígena da tribo guaianá, que habitava o planalto paulista quando os portugueses chegaram. O cacique Tibiriçá, foi peça chave da colonização brasileira e da fundação de São Paulo. Tornou-se aliado dos colonizadores e grande amigo do explorador João Ramalho,  que era casado com sua filha Bartira, o neto representado na pintura é um dos vários filhos que ambos tiveram. Morreu em 25 de dezembro de 1562 e seus restos mortais estão guardados na cripta da Catedral da Sé. Na obra é ilustrado com lança e cocar, acompanhado de uma criança, seu neto. Ao fundo, há uma capela. O colar que usa o cacique é parecido com o de João Ramalho, em retrato realizado por Wasth Rodrigues no mesmo período.

## Descrição
A obra foi produzida com tinta a óleo. Suas medidas são: 231 centímetros de altura e 145 centímetros de largura.
Faz parte de Coleção José Wasth Rodrigues, Coleção Museu Paulista. O número de inventário é 1-19507-0000-0000.
O quadro foi instalado no peristilo do Museu Paulista.
Tibiriçá está representado com cabelos negros, mas seu rosto aparenta velhice. Está de pé, ao lado de seu neto, a quem dá a mão. Trata-se do filho de João Ramalho, que observa para o lado, no sentido do horizonte. Tibiriçá olha para a frente. A capela ao fundo denota a presença de jesuítas.

## Contexto
A obra faz parte de uma série desenvolvida por Wasth Rodrigues a pedido de Afonso d'Escragnolle Taunay para a comemoração do aniversário de São Vicente. Outras obras dessa sequência são: Retrato de D. João III, Retrato de Martim Afonso de Souza e João Ramalho e filho. O quadro faz parte de uma geração de obras posterior às encomendas de Taunay para o centenário da independência. Inicialmente, o diretor do museu esperava encomendar uma estátua de Tibiriçá, mas não teve recursos suficientes para a obra.

## Análise
As figuras no quadro aparecem grandes, em comparação com a paisagem e o horizonte. As cores predominantes são frias, com importância do marrom. Sobre o quadro foi dito:
| “ | Na representação que Wasth Rodrigues faz de Tibiriçá, não há tribo, não há mulheres e, tampouco, jesuítas. Duas figuras solitárias em meio ao horizonte. Os elementos nesta obra estática que podem sinalizar algum movimento bélico são o arco e a flecha na mão do mameluco e o tacape segurado calmamente pelo cacique. | ” |